# Royal Garrison Regiment
Le Royal Garrison Regiment est un régiment d'infanterie de l'armée britannique formé en 1901 et dissous en 1908.
Le régiment est formé à l'origine à partir du personnel des Royal Reserve Regiments, une force de réserve composée de soldats vétérans pour les devoirs à domicile au Royaume-Uni, car une grande partie des forces régulières sont envoyées en Afrique du Sud pour servir pendant la Seconde Guerre des Boers,. Les régiments de réserve n'ont servi qu'au Royaume-Uni et sont supprimés en 1901, lorsque le Royal Garrison Regiment est formé. Les nouvelles unités sont envoyées pour relever les bataillons d'infanterie réguliers dans les garnisons d'outre-mer ; cela permettrait aux bataillons réguliers précédemment stationnés là-bas d'être envoyés en service actif en Afrique du Sud.
En 1901, quatre bataillons sont levés. Les 1er, 3e et 4e bataillons sont envoyés à Malte, tandis que le 2e est envoyé à Gibraltar. En 1904, tous les quatre sont déplacés en Afrique du Sud pour le service de garnison là-bas alors que les unités régulières reprenaient leurs fonctions normales. Un cinquième bataillon fut levé en 1902 pour servir au Canada ; il a mis en garnison Halifax, en Nouvelle-Écosse, d'octobre 1902 à 1905, date à laquelle il a cédé son rôle à la milice active permanente. C'est la dernière garnison britannique à être basée au Canada proprement dit.
Les cinq bataillons sont dissous en 1906-7, et le régiment est dissous en août 1908.
Le capbadge porté par le régiment est le même (les armoiries royales, avec diversement une couronne de roi ou de reine, selon le monarque régnant, et portant la devise du monarque Dieu et mon droit et la devise de l'Ordre de la Jarretière Honi soit qui mal y pense ) qui est utilisé pour d'autres régiments et corps de l'armée britannique pour lesquels aucun insigne unique n'est autorisé, y compris le General Service Corps, les régiments anglais des Royal Reserve Regiments et la Bermuda Militia Infantry,,.